# Hôtel de ville de Bayonne - Théâtre Michel-Portal
L’hôtel de ville de Bayonne et le théâtre Michel-Portal font partie d’un édifice public situé place de la Liberté, à Bayonne, dans le Pays basque français, dans le département français des Pyrénées-Atlantiques, en région Nouvelle-Aquitaine.
Construit de 1837 à 1842, par l’architecte Nicolas Vionnois, le bâtiment accueille dès sa construction les services de la mairie, le théâtre de la ville, et brièvement les services des douanes.
Depuis 1990, la scène nationale de Bayonne-Sud Aquitain est gestionnaire du théâtre Michel-Portal, sous la direction de Damien Godet depuis 2018.

## Histoire
En 1720, un premier théâtre de 500 places occupe l’emplacement actuel, mais jugé exigu et décrépi, il est rapidement décidé la construction d’un nouvel édifice.
C’est ce premier théâtre que découvre Victor Hugo, enfant, lors d’un voyage dans la région. On y joue alors une même pièce pendant un mois.
Le 7 septembre 1832, le conseil municipal entérine le projet d’une nouvelle salle, et en 1835, ce premier théâtre est détruit. Un an plus tard, la ville contracte un prêt de 500 000 francs, et confie la réalisation du projet à l’architecte Nicolas Vionnois. Le vaste bâtiment, divisé en trois parties, doit alors accueillir le service des douanes dans l’aile côté Adour, le théâtre dans l’aile centrale et l’hôtel de ville dans l’aile longeant la rue Bernède.
Le 1er mai 1837, la première pierre est posée, en présence de Nicolas Martin du Nord, ministre des Travaux publics; le maréchal de France Jean Isidore Harispe, commandant de la ville; Pierre Thomas Le Roy de Boisaumarié, préfet des Basses-Pyrénées; Pierre-Joseph Hénaut, sous-préfet des Basses-Pyrénées; François Balasque, maire de la ville; ainsi que plusieurs autres membres du conseil municipal.
La réalisation de l’ensemble des décors de la salle de théâtre est confiée aux architectes Victor et Émile Chevillon, spécialistes dans ce domaine.

### Le théâtre
Le 15 janvier 1842, le théâtre, de 1 200 places, sous la direction de M. Saint-Ange, est inauguré avec la pièce intitulée La Juive de Jacques-Fromental Halévy et Eugène Scribe. 
Si la salle inspire, dès sa réalisation, l’émerveillement du public, notamment en ce qui concerne les dimensions de la scène,  il en va tout autrement de la réalisation du côté technique, où la machinerie devient rapidement obsolète.
Les 14 et 18 octobre 1844, Franz Liszt y joue ses récitals, à l’aller et au retour de sa tournée en Espagne. En témoigne aujourd’hui, une plaque commémorative apposée à l’entrée des artistes.
Dès 1849, à la suite de la démission du directeur, la ville procède à quelques travaux, puis de nouveau en 1863, notamment par le remplacement du plancher scénique.
En 1880, de nouveaux travaux sont exécutés en raison de l’état du bâtiment et plus particulièrement du théâtre, jugé déplorable, à la suite de nombreuses fuites dues à la mauvaise étanchéité de la toiture en zinc, mais également par manque de place, notamment pour le stockage des décors.
Dans la nuit du 31 décembre 1889, un incendie se déclare dans les archives de la mairie au dernier étage. L’aile est entièrement ravagée et une partie de la toiture du théâtre est endommagée, laissant l’aile des douanes intacte. Les travaux de reconstruction durent jusqu’en 1891, la mairie s’installe dans l’aile occupée par les douanes, qui sont alors déplacées dans un bâtiment Art déco, au 6 rue Albert-1er, laissant l’aile fraichement restaurée à une autre fonction. Le théâtre rouvre très rapidement ses portes, dès le 16 janvier 1890, avec une représentation de La traviata de Giuseppe Verdi. Néanmoins, à la suite de ce sinistre, la fréquentation chute pendant les deux années suivantes.
Sarah Bernhardt vient y jouer à de nombreuses reprises, notamment en 1910, pour la millième de L’Aiglon d'Edmond Rostand.
Du début du XXe siècle jusqu’à la Première Guerre mondiale, le rythme des représentations durant les saisons y est soutenu et l’on n’en connait l’historique détaillé.
En 1907, l’état du théâtre s’aggrave et est jugé sévère par la municipalité, qui, après quelques travaux d’urgence, engage Lucien Novion, architecte de la ville, en vue d’un devis de réfection complète, prévoyant le remplacement de l’éclairage, passant du gaz à l’électricité, du changement de la machinerie et la création de nouveaux décors.
Ces travaux ne sont cependant pas réalisés et il faut attendre, le lendemain de la Seconde Guerre mondiale, en juillet 1947, pour que ces derniers soient enfin réalisés, auxquels on rajoute alors un plan de mise en sécurité.
En 1952, M. Pariès, gestionnaire privé des lieux depuis 1943, signe un nouveau bail et durant les années 1950, le théâtre est marqué par le nombre important de représentations dans le domaine des variétés.
Dès 1961, le conseil municipal décide l’exécution d’une nouvelle campagne de travaux, sous la houlette de l’architecte Henri Van Wynsberghe, et en ce sens le théâtre ferme ses portes en 1966. Les travaux sont lourds, un rideau pare-feu fait son apparition, la machinerie est entièrement refaite et la décoration est totalement revue, remplacée par une salle de 850 places, plus moderne, accueillant également un cinéma. Le théâtre « à l’italienne » disparait, et seuls quelques décors notamment la coupole, sont conservés. Le 1er avril 1967, la salle rouvre avec Otello de Giuseppe Verdi.
Le 15 janvier 1983, à la suite d'un incident du système de chauffage, le théâtre ferme à nouveau, après une dernière projection du film Sonate d’automne d'Ingmar Bergman, puis rouvre deux ans plus tard, le 19 juin 1985, avec une représentation des Contes d’Hoffmann de Jacques Offenbach. La ville devient également gestionnaire du théâtre de juin 1985 à juin 1990, puis confie ensuite cette gestion à la Scène nationale, qui est en place encore aujourd’hui.
De juin 2004 à mars 2006, la salle subit une dernière grande campagne de travaux, dirigée par l’architecte Maria Godlewska. À cette occasion, jugée en trop mauvais état et défigurée par de trop nombreuses rénovations malheureuses, elle est entièrement démolie, ne laissant subsister que les murs et le hall, afin de revenir à un théâtre « à l’italienne » dans une version plus moderne, désormais pourvu de 592 places.

## Architecture et description
Le bâtiment, carré parfait de 50 mètres de côté, est divisé dès la construction, en trois parties dont deux, ayant une surface identique, laissant la plus grande, au centre, à la salle de théâtre.
Le dessin général de l’édifice, reprend les grandes lignes de la rue de Rivoli à Paris, aménagée à la demande de l’empereur Napoléon Ier, par les architectes Charles Percier et Pierre Fontaine, principaux instigateurs de l'architecture néo-classique.
Construit en pierre de taille, il se compose d’un rez-de-chaussée et d’un entresol sous arcades destinés à accueillir des commerces côté mairie uniquement, puis de deux niveaux, suivi d’un étage en attique. 
À l’occasion de l’aménagement de ce vaste bâtiment, les terrains aux alentours immédiat, le long de la rue Bernède, sont l’objet d’une vaste opération immobilière et des immeubles reprenant l’architecture de ce dernier, sont construits afin de créer une cohérence.
La façade principale donnant sur la place de la Liberté est ornée d’un fronton où trônent, de gauche à droite, la Navigation, l’Industrie, l’Art, le Commerce, l’Astronomie et l’Agriculture, les six allégories représentant les principales activités économiques et artistiques de la ville.
Les originales, en fausse pierre, sont fortement endommagées par l’incendie de 1889, et sont remplacées par des modèles en fonte patinée, réalisées par la fonderie Denonvilliers d’après le travail des sculpteurs, Léon Cugnot (l’Agriculture et la Navigation), Gustave Deloye (l’Art et le Commerce), et Jean-Ernest Boutellier (l’Industrie et l’Astronomie).
Une horloge et la citation : « LES ARMÉES ET LEURS CHEFS, LE GOUVERNEMENT DE LA RÉPUBLIQUE, LE CITOYEN G.CLÉMENCEAU, LE MARÉCHAL FOCH, ONT BIEN MÉRITÉ DE LA PATRIE - NOVEMBRE 1918 » ornent également ce fronton.